# Franklin Morris Howarth
Pour les articles homonymes, voir Howarth.
Franklin Morris Howarth (né à Philadelphie en 1864 et mort en 1908 à Philadelphie) est un auteur de bande dessinée et illustrateur américain. 

## Biographie
Commençant à travailler dès l'âge de seize ans pour un hebdomadaire local, il fournit dans les années 1880 des dessins pour Life puis Puck, dont il devient dans les années 1890 un pilier. Au fur et à mesure que sa renommée grandissait, son inventivité a cependant décru, comme le montrent ses séries publiées dans les années 1900 E.Z. Mark, Lulu and Leander et Old Opie Dilldock. Il meurt en 1908 d'une pneumonie.